# Kluki (gmina Mińsk Mazowiecki)
Kluki – wieś sołecka w Polsce położona w województwie mazowieckim, w powiecie mińskim, w gminie Mińsk Mazowiecki. Leży w  południowej części gminy.
| SIMC    | Nazwa   | Rodzaj    |
| ------- | ------- | --------- |
| 0681773 | Iłównia | część wsi |

Wieś szlachecka Kluk położona była w drugiej połowie XVI wieku w powiecie garwolińskim ziemi czerskiej województwa mazowieckiego. W latach 1975–1998 miejscowość należała administracyjnie do województwa siedleckiego.
Niewielka wieś obok Maliszewa.
Wierni Kościoła rzymskokatolickiego należą do parafii Zwiastowania Pańskiego w Zamieniu lub do parafii Matki Boskiej Nieustającej Pomocy w Hucie Mińskiej.